# Шевяков, Николай Львович
Никола́й Льво́вич Шевяко́в (сентябрь 1868, Ветлуга, Костромская губерния — 1941 или 1942, Ветлуга) — русский и советский инженер-архитектор и преподаватель, один из мастеров московского модерна.

## Биография
В 1893 году окончил Институт гражданских инженеров императора Николая I в Санкт-Петербурге со званием гражданского инженера.
Во время службы в армии в 1893—1894 годах работал на перестройке Инженерного замка в Санкт-Петербурге, а с 1894 по 1901 годы состоял на службе в ТСК МВД. В 1894—1897 годах работал на постройке Промышленного училища Ф. В. Чижова в Костроме. В 1898—1900 годах работал помощником архитектора Л. Н. Кекушева, в соавторстве с которым и архитектором С. С. Шуцманом осуществил проект гостиницы «Метрополь».
С 1901 года постоянно жил в Москве. В 1908 году Н. Л. Шевяков стал архитектором Румянцевского музея, а в 1911 году архитектором Николаевского лицея. Вступил в Московское архитектурное общество в 1910 году. С 1915 году был зачислен инженером при 5-м отделении Городской управы.
Архитектурную практику Шевяков совмещал с преподавательской деятельностью: в 1904—1912 годах преподавал на Строительных курсах Приорова; с 1906 по 1915 год — на Женских строительных курсах, в 1926 году — в МИИТе. В 1918 году архитектор являлся членом Технического совета в Строительном отделении Бюро Московского Совета районных дум. Дальнейший жизненный путь зодчего не выяснен. Однако известно, что в год начала Великой Отечественной войны он жил на родине, в г. Ветлуге (ныне Нижегородская область), где скончался и похоронен на Городском кладбище.
Правнуком архитектора является художник Валерий Чтак.

## Проекты и постройки
- Перестройка Инженерного замка (1893—1894, Санкт-Петербург, Садовая улица, 2)[Комм 1];
- Строительство училища Ф. В. Чижова (1894—1897, Кострома);
- Гостиница «Метрополь», совместно с Л. Н. Кекушевым, С. С. Шуцманом (1898, Москва, Театральный проезд, 1/4);
- Доходный дом А. П. Лангового (1904—1905, Москва, Мясницкая улица, 38);
- Гимназия Креймана (1904—1905, Москва, Старопименовский переулок, 5);
- Женское коммерческое училище Комитета московского общества распространения коммерческого образования с церковью в честь иконы Богоматери Взыскания погибших, совместно с П. А. Заруцким, А. У. Зеленко, С. У. Соловьёвым, А. В. Щусевым (1904—1905, Москва, Улица Зацепа, 41/12)[4][5][6];
- Проект церкви при городском детском приюте имени доктора Ф. П. Гааза (1914, Москва), не осуществлён[7];
- Конюшня при городской усадьбе (1907, Москва, Пожарский переулок, 6, стр. 2)[4];
- Крыло Румянцевского музея (1911—1912, Москва, Улица Знаменка, 4-6);
- Картинная галерея Румянцевского музея (1911—1914, Москва, Староваганьковский переулок, 14), не сохранилась;
- Городская усадьба И. К. Маракушева (1913—1914, Иваново, Улица Батурина, 2);
- Интерьер читального зала Румянцевской библиотеки в Пашковом доме (1913—1915, Москва, Моховая улица, 26);
- Ивановский зал в Пашковом доме (1914, Москва, Моховая улица, 26);
- Доходный дом строительного общества «Домохозяин» (1914, Москва, Четвёртая Тверская-Ямская улица, 26/8);
- Контора Государственного банка (1910-е, Муром);
- Церковь Рождества Иоанна Предтечи при Сокольническом отделении Московского городского Работного дома (1915—1917, Москва, Колодезный переулок, 2а, стр. 10 (во дворе д. 3Б))[8].

## Комментарии
1. ↑  Здесь и далее проекты и постройки даны по М. В. Нащокиной, с необходимыми дополнениями и уточнениями.